# Xavier Darcy
Xavier Darcy (früher unter dem Künstlernamen Darcy aktiv; * 1995 als Xavier Benedict D’arcy in Inverness) ist ein Singer-Songwriter mit britischen und französischen Wurzeln, der in München lebt. Einem breiteren Publikum wurde er bekannt durch seine Auftritte bei Inas Nacht und Unser Lied für Lissabon.

## Leben
Im Jahr 2014 war Darcy gemeinsam mit MarieMarie auf Deutschland-Tour. Im Frühjahr 2015 veröffentlichte er mit „Extended Play“ seine erste EP, im Herbst 2015 folgte mit „Extended Play II“ seine zweite EP. Im Jahr 2017 veröffentlichte er schließlich sein erstes Album „Darcy“.

## Unser Lied für Lissabon
Am 22. Februar 2018 trat Darcy bei „Unser Lied für Lissabon“, der deutschen Vorentscheidung zum Eurovision Song Contest 2018 in Lissabon, an. Mit seinem Song „Jonah“ landete er hinter Michael Schulte auf dem zweiten Platz.